# Tuto Sañudo
Juan Antonio Sañudo Herrero (Serdio, Cantabria, 13 de junio de 1956), más conocido como Tuto Sañudo, es un exfutbolista español que jugaba en la demarcación de defensa central. Jugó en el Real Racing Club de Santander, club del que fue capitán, y en el Real Oviedo. Sañudo era un central luchador, especialista en marcajes individuales. Desde 2015 ocupa el cargo de presidente de honor del Real Racing Club de Santander, equipo de la Segunda División de España, habiendo sido anteriormente presidente de la entidad. 
Es el cuarto jugador con más partidos  oficiales disputados en la historia del  Racing de Santander.

## Carrera
Sañudo dio sus primeros pasos como futbolista en el Club Deportivo Barquereño en 1971  y en la Sociedad Deportiva Rayo Cantabria, filial del Racing de Santander.
Debutó en Primera División en la temporada 1978/79, marcando 2 goles en 19 partidos. Ese año el Racing pierde la categoría y no la recuperaría hasta la temporada 1981/82; para entonces, Sañudo era ya titular habitual, condición que mantendría hasta 1987. En la 86/87, el Racing vuelve a descender y Sañudo ficha por el Real Oviedo, donde disputa otras 4 temporadas en la máxima categoría del fútbol español, siendo titular en todas ellas salvo la última (1991/92), en la que solo participa en 10 encuentros. Un año más tarde regresa al Racing y con sus 36 apariciones ayuda al equipo verdiblanco a volver a primera.
Tras colgar las botas, ha sido representante de una compañía de seguros y otra de hostelería, además de ser colaborador habitual en los programas deportivos de Walter García en la Cadena COPE de Cantabria.
En total, Sañudo disputó 306 encuentros y marcó 12 goles en Primera División. Tras Pedro Munitis y José María Ceballos es el tercer jugador con más encuentros jugados en dicha categoría con la elástica del Racing de Santander (190).

## Clubes
| Club                | Categoría        | País   | Años      | Partidos | Goles |
| ------------------- | ---------------- | ------ | --------- | -------- | ----- |
| Barquereño          | Segunda Regional | España | 1971-1975 | n/d      | n/d   |
| Barquereño          | Primera Regional | España | 1975-1976 | n/d      | n/d   |
| Rayo Cantabria      | Tercera División | España | 1977-1978 | n/d      | n/d   |
| Racing de Santander | Primera División | España | 1978-1979 | 19       | 2     |
| Racing de Santander | Segunda División | España | 1979-1981 | 52       | 0     |
| Racing de Santander | Primera División | España | 1981-1983 | 64       | 5     |
| Racing de Santander | Segunda División | España | 1983-1984 | 18       | 0     |
| Racing de Santander | Primera División | España | 1984-1987 | 107      | 5     |
| Real Oviedo         | Segunda División | España | 1987-1988 | 37       | 3     |
| Real Oviedo         | Primera División | España | 1988-1992 | 114      | 0     |
| Racing de Santander | Segunda División | España | 1992-1993 | 36       | 0     |

## Presidente del Racing
En enero de 2014, los jugadores del Racing amenazaron a la junta directiva con no jugar el partido de cuartos de final de la Copa del Rey de Fútbol contra la Real Sociedad si no dimitían antes de celebrarse el encuentro. Debido a que no dimitieron se suspendió el partido y el Real Racing Club de Santander fue eliminado de la Copa del Rey y sancionado con no poder disputar el torneo la siguiente temporada, más una multa mínima de 3000 euros para los futbolistas.
La junta de accionistas del club destituyó al Consejo Administrativo del Real Racing Club de Santander encabezada por Ángel Lavín al día siguiente, después de que se autorizara su celebración por orden judicial, debido a que Lavín la había suspendido y le nombró por voto unánime nuevo presidente de la entidad el 31 de enero de 2014.
Actualmente ocupa el cargo de Presidente de Honor del club santanderino. 
| Predecesor: Ángel Lavín | Presidente del Real Racing Club de Santander 2014-2015 | Sucesor: Manolo Higuera |